# Stadion Narva Kreenholmi
Stadion Narva Kreenholmi (est. Narva Kreenholmi staadion) je višenamjenski stadion u Narvi, Estonija. On se trenutačno koristi uglavnom za nogometne utakmice i dom je nogometnog kluba JK Narva Trans. Stadion ima kapacitet od 3.000 mjesta.